# Barra de Santo Antônio
Barra de Santo Antônio là một đô thị thuộc bang Alagoas, Brasil. Đô thị này có diện tích 138,6 km², dân số năm 2007 là 13366 người, mật độ 96,44 người/km².